# Georges Épitaux
Georges Épitaux, né le 26 novembre 1873 à Lausanne et mort dans la même ville le 17 avril 1957, est un architecte et une personnalité politique suisse, membre du parti radical-démocratique.

## Biographie
Après avoir suivi ses études à Genève, il ouvre en 1901 son atelier à Lausanne où il réalise de nombreux bâtiments privés et publics, tels que les galeries Saint-François de 1907 à 1909 et la maternité de Lausanne de 1913 à 1916. Il réalise également l'école cantonale d'agriculture à Marcelin et le Centre William-Rappard, alors siège de l'Organisation internationale du travail à Genève.
Politiquement, il est élu député radical au Grand Conseil du canton de Vaud de 1925 à 1928 et préside de plusieurs associations professionnelles.

## Œuvres (ordre chronologique)

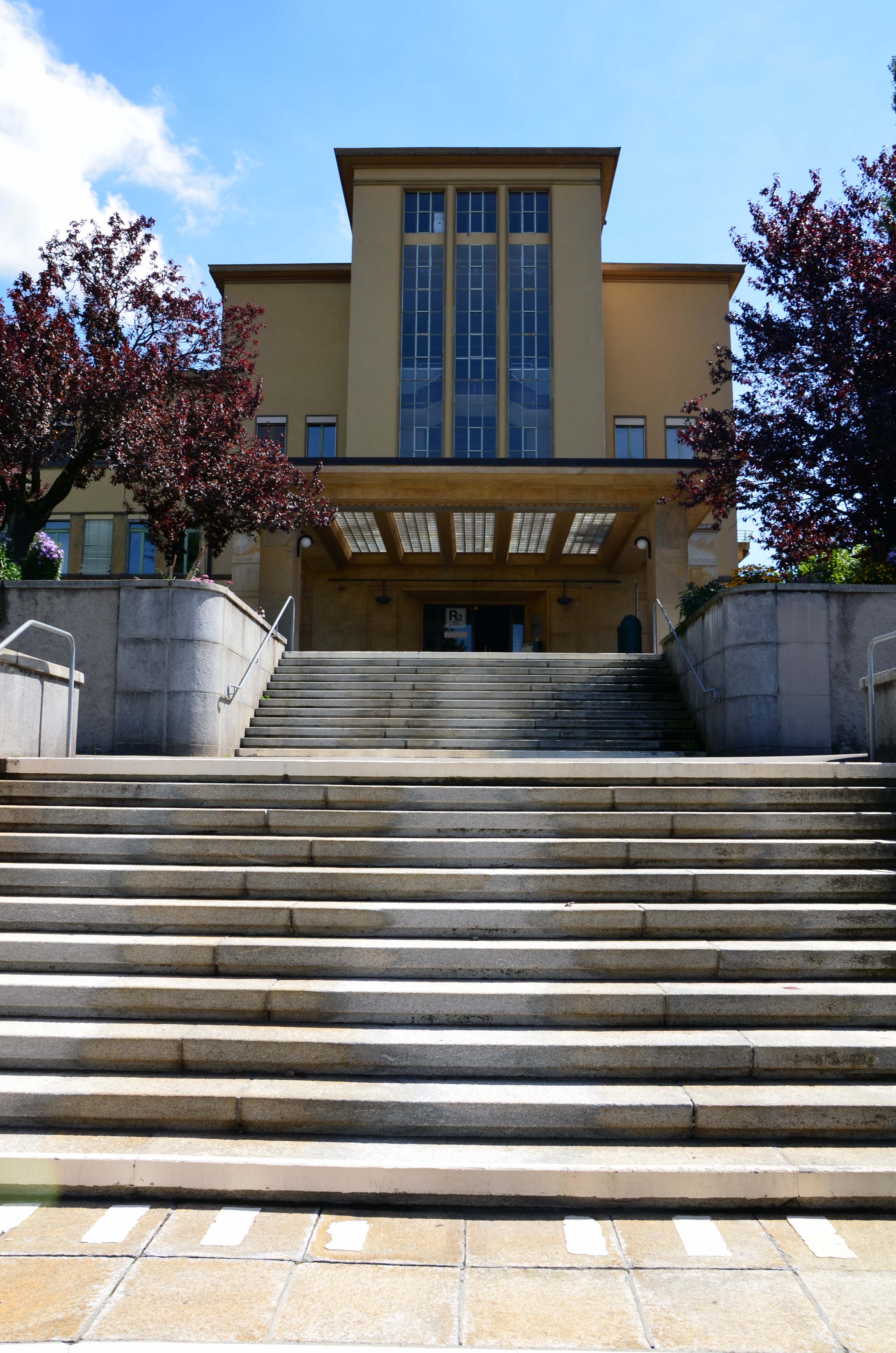
L'Hôpital Nestlé, sur le site du Centre hospitalier universitaire vaudois.

- Lausanne, trois villas locatives (1903), avenue de Rumine 66, 68 et 70.
- Chavannes-près-Renens, École primaire (1904) à la route de la Maladière 1.
- Lausanne, ancienne maison Le Verger (1905, transformation), rue du Valentin 65.
- Lutry, Les Marronniers (1905) route de Lavaux 20.
- Lutry, villa Mégroz (1905), route du Grand-Pont 20.
- Renens, maisons contiguës, chemin des Clos 36-47 (1907).
- Lausanne, villa locative La Bergerette (1907), avenue de Béthusy 34.
- Lausanne, deux immeubles locatifs (1907-1908), chemin des Fauconnières 5 et 7.
- Lausanne, Galeries Saint-François (1907 à 1909).
- Pully, La Rosiaz, quatre villas familiales (1907-1909) : « Le Grillon » (ch. des Peupliers 17). -- Villas jumelées « Les Cottages » (ch. des Peupliers 25-27). -- Villa « Pierrefleur », par G. Epitaux pour lui-même, (Ch. des Ramiers 18).
- Lausanne, Banque populaire suisse (1910-1911), rue du Grand-Pont 6.
- Lausanne, « Institut de Jeunes Gens la Chablière » (1913-1915), Avenue de la Vallombreuse 34.
- Lausanne, Maternité (1913-1916), rue Pierre-Decker 2.
- Lausanne, immeuble « Mon Port » (1917), rue de la Grotte 6 et rue du Midi 15.
- Lausanne, « Chapelle de Tell » (1917), Esplanade de Montbenon.
- Morges, école cantonale d'agriculture de Marcelin (1922).
- Lausanne, habitation avec garage (1923), avenue du Léman 2, Lausanne.
- Genève, Centre William-Rappard, ancien Bureau international du travail (1924-1926).
- Lausanne, bâtiment locatif (1933), avenue Juste-Olivier 3-5-7, Lausanne.
- Lausanne, Hôpital Nestlé (1935), rue Pierre-Decker 5[1].